# Галинка (Липецкая область)
Галинка — деревня Афанасьевского сельсовета Измалковского района Липецкой области.

## География
С восточной стороны деревня Галинка граничит с селом Асламово — их разделяет автомобильная дорога? на которой находится остановка общественного транспорта.
В деревне имеется одна улица — Покровская.

## Население
| 2010 |
| ---- |
| 66   |